# Wilhelm II. (Katzenelnbogen)
Graf Wilhelm II. von Katzenelnbogen (* 1315; † vor dem 23. Oktober 1385) war Mitglied der älteren Linie der Grafen von Katzenelnbogen.

## Biografie
Er war ein Sohn von Graf Wilhelm I. von Katzenelnbogen (nachgewiesen seit 1277; † 18. November 1331) und Adelheid von Waldeck († 1. September 1329).
Er regierte von 1332 bis 1385. Wilhelm II. war in erster Ehe seit 1339 mit der Prinzessin Johanna von Mömpelgard († 1347 / 1349) verheiratet. Sie war bereits zweifache Witwe, nämlich von Graf Ulrich III. von Pfirt und Markgraf Rudolf Hesso von Baden.
Wilhelm II. war in zweiter Ehe mit Elisabeth von Hanau verheiratet. Die Verlobung fand am 22. Juli 1355, die Hochzeit kurz danach statt. Die Morgengabe des Bräutigams betrug 4000 Frankfurter Gulden, eine Schuld, die er nicht in bar beglich, sondern indem er ihr Stadt und Burg Zwingenberg an der Bergstraße als Pfand und deren Einkünfte als Einkommen anstatt der Zinsen überschrieb. Ihr Vater, Ulrich III. von Hanau, dagegen verschrieb Wilhelm II. anlässlich der Hochzeit als Mitgift für seine Tochter seinen Teil an der Burg Tannenberg (ein Sechstel) belastungsfrei. Ferner erhielt Wilhelm II. 4.000 Pfund Heller oder 400 Pfund Gülte auf das halbe Hanauer Dorf Schaafheim.
1375 war Wilhelm II. Gründungsmitglied des St. Georgsbundes und 1379 des Löwenbundes in Wiesbaden. 1378 wurde Wilhelm II. Hauptmann des Wetterauer Reichslandfriedens.
Nach seinem Tod wurde Wilhelm II. im Kloster Eberbach bestattet. Sein Bruder Eberhard V. führte bis zu seinem Tode im Jahr 1402 das Grafengeschlecht der älteren Linie derer von Katzenelnbogen.
Durch die Heirat von seiner Tochter Anna von Katzenelnbogen mit Johann IV. von Katzenelnbogen (jüngere Linie) 1383 wurden die beiden Zweige der Familie 1402 wieder zusammengeführt.